# 로보토미
로보토미는 2007년 결성된 대한민국의 음악 그룹이다. 힙합 크루 오버클래스의 멤버이다. 처음엔 Prof.D, 영국(Youngcook), 하두리(Haduri), 꿩관(Quangquan)으로 구성된 4인조 그룹이라고 하였으나, Prof.D는 영국이 프로듀서로 활동할 때 사용하는 이름으로 동일인물이었고, 꿩관은 스리랑카계 영국인으로 스페인 감옥에 수감되었다는 컨셉의 가상인물이라는 것이 밝혀져 영국과 하두리의 2인조 그룹이라는 것이 기정사실화되었다. 하두리가 군 입대 후 탈퇴하면서 현재는 영국의 솔로 체제로 활동중이다.

## 참여한 앨범 및 곡

### 솔로 앨범
- 2014년 <protoLEMON>

### 참여 앨범
- 2008년 오버클래스 컴필레이션 <Collage 1>
- 2008년 버벌진트 2집 <누명>
- 2009년 오버클래스 컴필레이션 <Collage 2>
- 2010년 오버클래스 컴필레이션 <Collage 3>